# 대한민국 형사소송법 제25조
대한민국 형사소송법 제25조는 법원사무관등에 대한 제척·기피·회피에 대한 형사소송법의 조문이다.

## 조문
제25조(법원사무관등에 대한 제척·기피·회피) ① 본장의 규정은 제17조제7호의 규정을 제한 외에는 법원서기관·법원사무관·법원주사 또는 법원주사보(이하 "법원사무관등"이라 한다)와 통역인에 준용한다.  <개정 2007.6.1.>
②전항의 법원사무관등과 통역인에 대한 기피재판은 그 소속법원이 결정으로 하여야 한다. 단, 제20조제1항의 결정은 기피당한 자의 소속법관이 한다.  <개정 2007.6.1.>
[제목개정 2007.6.1.]

第25條(법원사무관등에 대한 제척·기피·회피) ① 本章의 規定은 第17條第7號의 規定을 除한 外에는 법원서기관·법원사무관·법원주사 또는 법원주사보(이하 "법원사무관등"이라 한다)와 通譯人에 準用한다.  <개정 2007.6.1.>
②前項의 법원사무관등과 通譯人에 對한 忌避裁判은 그 所屬法院이 決定으로 하여야 한다. 但, 第20條第1項의 決定은 忌避當한 者의 所屬法官이 한다.  <개정 2007.6.1.>
[제목개정 2007.6.1.]

## 판례
- 통역인이 사건에 관하여 증인으로 증언한 경우 통역인 제척사유에 해당하나 통역인이 민법 소정의 친족이 아닌 피해자의 사실혼 배우자인 경우 통역인 제척사유에 해당하지 않는다[1]

## 참고 문헌
- 손동권 신이철, 새로운 형사소송법(초판, 2013), 세창, 2013. ISBN 9788984114081

## 같이 보기
- 제척
- 기피
- 회피
- 대한민국 형사소송법 제17조
- 법원서기관
- 법원사무관
- 법원주사
- 통역
- 대한민국 형사소송법 제279조